# Dukla Izsák Halévy
Dukla Izsák Halévy (? – Pozsony, 1762) rabbi, egyházi író.

## Élete
Előbb Duklán, később Zilzben működött. A pozsonyi hitközség 1759-ben választotta meg főrabbijává. A nagy jesiva vezetése alatt egyre fejlődött, de a hitközséget, amelyet irányított, megosztotta a szabbateusok megítélése körüli viszály. Hátrahagyott műveit 1787-ben unokája adta ki. Műveinek bővített kiadása Varsóban 1892-ben Májne hájesuó cím alatt jelent meg.